# Фокс-Рівер (Аляска)
Фокс-Рівер (англ. Fox River) — переписна місцевість (CDP) в США, в окрузі Кенай штату Аляска. Населення — 644 особи (2020).

## Географія
Фокс-Рівер розташований за координатами 59°52′20″ пн. ш. 150°57′29″ зх. д. / 59.87222° пн. ш. 150.95806° зх. д. (59.872166, -150.958097).  За даними Бюро перепису населення США в 2010 році переписна місцевість мала площу 332,23 км², з яких 324,76 км² — суходіл та 7,47 км² — водойми.

## Демографія
Згідно з переписом 2010 року, у переписній місцевості мешкало 685 осіб у 146 домогосподарствах у складі 133 родин. Густота населення становила 2 особи/км².  Було 274 помешкання (1/км²).
Расовий склад населення:
| - 98,8 % — білих - 1,2 % — азіатів |

До двох чи більше рас належало 0,0 %. Частка іспаномовних становила 0,0 % від усіх жителів.
За віковим діапазоном населення розподілялося таким чином: 47,3 % — особи молодші 18 років, 49,3 % — особи у віці 18—64 років, 3,4 % — особи у віці 65 років та старші. Медіана віку мешканця становила 19,2 року. На 100 осіб жіночої статі у переписній місцевості припадало 118,2 чоловіків;  на 100 жінок у віці від 18 років та старших — 112,4 чоловіків також старших 18 років.
Середній дохід на одне домашнє господарство  становив 83 441 долар США (медіана — 57 083), а середній дохід на одну сім'ю — 84 935 доларів (медіана — 56 250). За межею бідності перебувало 17,1 % осіб, у тому числі 15,2 % дітей у віці до 18 років та 42,9 % осіб у віці 65 років та старших.
Цивільне працевлаштоване населення становило 222 особи. Основні галузі зайнятості: сільське господарство, лісництво, риболовля — 56,3 %, освіта, охорона здоров'я та соціальна допомога — 26,6 %, будівництво — 4,5 %, транспорт — 3,2 %.